# George Fissler
George Robert Fissler, född 13 oktober 1906 i New York, död 18 december 1975 i Martin, var en amerikansk simmare.
Fissler blev olympisk silvermedaljör på 4 x 200 meter frisim vid sommarspelen 1932 i Los Angeles.